# 地上レーダ装置1号(改) JTPS-P23
地上レーダ装置1号(改) JTPS-P23（ちじょうレーダそうちいちごうかい ジェイティーピーエスピーフにじゅうさん）は、陸上自衛隊の装備である。

## 概要
製作は日本電気。85式地上レーダ装置 JTPS-P11の後継として2005年（平成17年）度に装備化された。同時に82式地上レーダ装置 JPPS-P10の後継として地上レーダ装置2号(改) JPPS-P24が装備化されている。
本装置は高機動車に搭載される。偵察隊などに配備し、地上の敵人員や車両などに対する中距離・短距離からの監視レーダーである。多目標追尾（60目標を自動追尾可）、目標類別支援（装軌車、装輪車の類別）の機能を持つ。アンテナには昇降機構があり、伸縮が可能。表示方式はPPI/Bスコープ（切換）。
開発経費は約20億円で、2001年（平成13年）度に試作を開始、2004年（平成16年）度までに技術試験および実用試験を終了した。

## 配備
陸上自衛隊の師団・旅団の偵察隊等に配備される。
- 北部方面隊
  -  第2師団
    - 第2偵察隊（名寄駐屯地）：電子偵察小隊